# Cerro Champaquí
Cerro Champaquí är ett berg i Argentina.   Det ligger i provinsen Córdoba, i den centrala delen av landet, 700 km väster om huvudstaden Buenos Aires. Toppen på Cerro Champaquí är 2 884 meter över havet. Cerro Champaquí ingår i Cerros Ásperos.
Terrängen runt Cerro Champaquí är varierad. Cerro Champaquí ligger uppe på en höjd som går i nord-sydlig riktning. Cerro Champaquí är den högsta punkten i trakten. Runt Cerro Champaquí är det glesbefolkat, med 10 invånare per kvadratkilometer.. Närmaste större samhälle är Villa Berna, 19,3 km nordost om Cerro Champaquí.
Trakten runt Cerro Champaquí består i huvudsak av gräsmarker.